# Nadine Gordimer
Nadine Gordimer (Springs (Zuid-Afrika), 20 november 1923 – Johannesburg, 13 juli 2014) wordt beschouwd als de belangrijkste Engelstalige schrijfster van de twintigste eeuw van Zuid-Afrika. In 1991 werd haar de Nobelprijs voor Literatuur toegekend, de eerste voor een Zuid-Afrikaans auteur.

## Levensloop
Haar vader was een Joodse juwelier die als dertienjarige uit Litouwen was geëmigreerd. Haar moeder was een Engelse. Nadine werd niet-joods opgevoed en ging naar een kostschool. Ze maakte een onbekommerde kindertijd en jeugd door binnen het beschermde milieu van de blanke Zuid-Afrikaanse minderheid. Haar moeder hield haar wegens ziekte jarenlang thuis van school. In feite was het de moeder die de dochter nodig had, in plaats van omgekeerd. Door dit geïsoleerde leven las Nadine alles wat ze in handen kreeg. Als negenjarige begon ze te schrijven en haar eerste kort verhaal publiceerde ze nog voor haar zestiende. Haar eerste verhalenbundel Face to Face publiceerde ze in 1949 en haar eerste roman The Lying Days (vertaald als De leugenachtige dagen) in 1953.
Nadine Gordimer bezocht heel wat privéscholen en ging studeren aan de Universiteit van de Witwatersrand in Johannesburg. Ze studeerde daar gedurende één jaar en brak toen haar studietijd af. Ook reisde ze veel in Afrika, Europa en de V.S.
Gordimer heeft bijna haar hele volwassen leven gewoond en geschreven in het door apartheid opgesplitste Zuid-Afrika. Er is sprake van een wisselwerking tussen Gordimers literaire oeuvre en de maatschappij waarin zij leeft. Ze laat enerzijds in haar werk zien een nauwkeurig observator te zijn van de mentaliteitsveranderingen in de maatschappij; tegelijkertijd wordt haar eigen perspectief, van waaruit ze schrijft, door de maatschappij beïnvloed.
In de jaren 50 behoorde Gordimer tot het vrijgevochten, marginale kringetje dat zonder scrupules de apartheidswetten negeerde en omging met zwarten. Er heerste het geloof dat apartheid wel zou verdwijnen als voldoende mensen de wet negeerden. Er was interraciale samenwerking op velerlei gebied, maar de beteugeling door de staat werd evenwel intenser. De ontnuchtering kwam met de massale arrestaties (vanaf 1956) en het verbod op het ANC in 1960.
Gordimers voortdurende inzet voor vrijheid van meningsuiting was er de oorzaak van dat haar werk van tijd tot tijd in eigen land werd verboden.
In de jaren 60 werd de zwarte verzetsbeweging radicaler. (Zo was er de eerste golf van industriële sabotage, die een rol speelt in De bourgeoiswereld van vroeger, 1966.) Het Pan-Africanist Congress werd in 1959 opgericht en wilde niet weten van blanke steun. Gordimer voelde zich dubbel gemarginaliseerd: door de blanken omwille van haar verzet tegen apartheid, door de zwarten omwille van haar huidskleur.
De marginalisering van progressieve blanken, zoals Gordimer, werd nog intenser met de 'black consciousness'-beweging in de jaren 70. Deze beweging beklemtoonde dat de zwarten ook psychologisch bevrijd moesten worden. Progressieve blanken hadden dat verhinderd door telkens weer in hun naam te spreken en te handelen. Gordimer leerde aanvaarden dat de zwarten zelf hun toekomst moeten maken: het toekomstige Zuid-Afrika dat niet meer naar ras is ingedeeld, zal door de zwarte meerderheid worden geleid op basis van één stem per persoon.
In de late jaren 80 komt er weer wat samenwerking tussen zwarten en blanken in de verzetsbeweging. Gordimer wordt assertiever. Haar faam als schrijfster gaat ze gebruiken om politieke groeperingen te steunen. Haar engagement blijkt echter vooral uit haar bereidheid om zwarte schrijvers te helpen, te evalueren, te bekritiseren. Ze geeft ook geld aan allerlei culturele doelen en organisaties. Ook vecht ze tegen de Zuid-Afrikaanse censuurwet.
Maar Gordimers werkelijke engagement is dat van haar schrijven. In interviews beklemtoont ze dat ze geen propagandiste is die anderen van haar politieke ideeën wil overtuigen. Ze wil daarentegen als schrijfster de werkelijkheid op integere wijze verkennen en de verborgen aspecten blootleggen. Ze is vooral begaan met de gedachten en emoties van mensen in een conflictsituatie. Maar in Zuid-Afrika worden de persoonlijke levensomstandigheden sterk door de apartheid beïnvloed. Gordimer analyseert scrupuleus de persoonlijke en sociale verhoudingen in haar maatschappij. Door haar onverschrokken zoektocht naar de waarheid confronteert ze op haar manier de apartheid. Het is haar aparte vorm van engagement.
Ze laat in haar werk ook zien dat 'apartheid' geen star, statisch begrip is, maar iets wat voortdurend in ontwikkeling is. De werkelijkheid in haar boeken is dan ook nooit zwart-wit, maar beschrijft het tal van grijze tussengebieden. Bij de bestudering van Gordimers gehele oeuvre is ook te zien hoe haar ideeëngoed en ethisch bewustzijn zich ontwikkelen. In 1974 ontving zij de Booker Prize voor haar roman Een dode zwarte man (The Conservationist) en in 2002 de Primo Levi Award.
In 1991 ontving zij de Nobelprijs voor Literatuur, vanwege de ironische en inzichtelijke manier waarop ze schrijft over maatschappelijk onrecht. Haar werk verscheen in meer dan 30 talen.
Nadine Gordimer ontving de hoge Zuid-Afrikaanse Orde van de Ster van het Zuiden.

## Beknopte bibliografie

### Romans
- De leugenachtige dagen (The Lying Days, 1953)
- Een wereld van vreemden (A World of Strangers, 1958)
- Kansen op liefde (Occasion for Loving, 1963)
- De bourgeoiswereld van vroeger (The Late Bourgeois World, 1966)
- De eregast (A Guest of Honour, 1971)
- Een dode zwarte man (ook andere vertalingen) (The Conservationist, 1974)
- Burgers dochter (Burger's Daughter, 1979)
- July's mensen (July's People, 1981)
- Een speling der natuur (A Sport of Nature, 1987)
- Het verhaal van mijn zoon (My Son's Story, 1990)
- Niemand die mij vergezelt (None to Accompany Me, 1994)
- Het huiswapen (The House Gun, 1998)
- Rite de passage (The Pickup, 2001)
- Word wakker (Get A Life, 2005)
- Een tijd als nooit tevoren (No Time Like The Present", 2012)

### Korte verhalen
- Face to Face (1949)

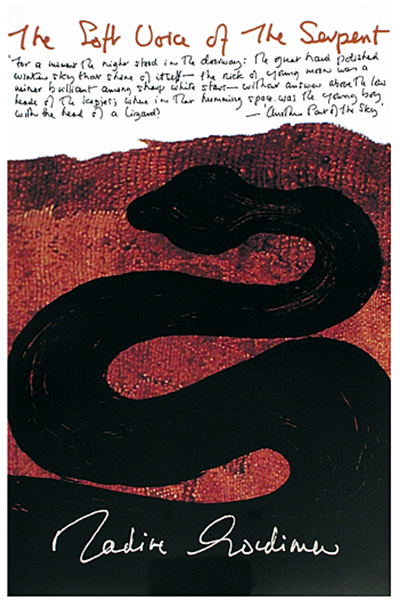
The Soft Voice of the Serpent

- De zachte stem van de slang (The Soft Voice of the Serpent, 1953)
- Six Feet of the Country (1956)
- Friday's Footprint (1960)
- Not for Publication (1965)
- Livingstone's Companions (1972)
- Selected Stories (1975)
- A Soldier's Embrace: Stories (1980)
- Something Out There (1984)
- Springen en andere verhalen (Jump and Other Stories, 1991)
- Een leeuw op de snelweg

## Citaten
"Is het niet hetzelfde eeuwenoude verlangen naar onsterfelijkheid dat gelijk is aan onze wensen allerlei menselijke grenzen te overschrijden? Het gevoel dat als je daarin slaagt, je het overschrijden van onze levensgrens bereikt: onze dood."
In: De bourgeoiswereld van vroeger
"Er is altijd iemand bij die niemand zich herinnert. Op de groepsfoto hebben alleen degenen die beroemd of berucht zijn geworden of wier gezicht achterhaald kan worden door middel van samen doorgemaakte ervaringen een plaats in die ruimte en tijd, op een glimmend plat vlak." In: Niemand die mij vergezelt
"Het schrijven van een kort verhaal is een poging om uit een situatie in de buitenwereld of de innerlijke wereld de tot leven wekkende druppel - zweet, traan, zaad, speeksel - te destilleren die intensiteit aan het papier meedeelt, er een gat in brandt."